# Fußball-Club Bayern München 1983-1984
Questa voce raccoglie le informazioni riguardanti il Fußball-Club Bayern München nelle competizioni ufficiali della stagione 1983-1984.

## Stagione
In questa stagione il club affida nuovamente la guida della squadra a Udo Lattek, tra gli artefici della vittoria della prima Coppa dei Campioni; il tecnico è nel frattempo diventato il primo allenatore a vincere tutti i tre principali trofei continentali con altrettante squadre.
Il Bayern termina al quarto posto in Bundesliga, ad un solo punto dallo Stoccarda vincitore, inoltre conquista la settima Coppa di Germania dopo aver battito in finale il Borussia Mönchengladbach ai calci di rigore. In campo internazionale, invece, la squadra partecipa alla Coppa UEFA; qui ottiene la miglior vittoria nelle competizioni europee battendo 10-0 l'Anorthosis nel ritorno del primo turno, ma non compie molta strada nella manifestazione: viene infatti eliminata negli ottavi di finale dai futuri campioni del Tottenham.
A fine stagione Karl-Heinz Rummenigge, capocannoniere in campionato nonché uno dei giocatori più rappresentativi, lascia il club per trasferirsi all'Inter.

## Maglie e sponsor
| Casa | Trasferta |  |

## Rosa
| N. |                     | Ruolo | Calciatore          |
| -- | ------------------- | ----- | ------------------- |
|    | Germania (bandiera) | P     | Raimond Aumann      |
|    | Germania (bandiera) | P     | Manfred Müller      |
|    | Belgio (bandiera)   | P     | Jean-Marie Pfaff    |
|    | Germania (bandiera) | D     | Klaus Augenthaler   |
|    | Germania (bandiera) | D     | Bertram Beierlorzer |
|    | Germania (bandiera) | D     | Bernd Martin        |
|    | Germania (bandiera) | D     | Reiner Maurer       |
|    | Germania (bandiera) | D     | Hans Pflügler       |
|    | Germania (bandiera) | C     | Hans Dorfner        |
|    | Germania (bandiera) | C     | Wolfgang Dremmler   |
|    | Germania (bandiera) | C     | Bernd Dürnberger    |

| N. |                      | Ruolo | Calciatore            |
| -- | -------------------- | ----- | --------------------- |
|    | Germania (bandiera)  | C     | Wolfgang Grobe        |
|    | Germania (bandiera)  | C     | Wolfgang Kraus        |
|    | Danimarca (bandiera) | C     | Søren Lerby           |
|    | Germania (bandiera)  | C     | Norbert Nachtweih     |
|    | Germania (bandiera)  | A     | Karl Del'Haye         |
|    | Germania (bandiera)  | A     | Stefan Dinauer        |
|    | Germania (bandiera)  | A     | Dieter Hoeneß         |
|    | Germania (bandiera)  | A     | Reinhold Mathy        |
|    | Germania (bandiera)  | A     | Hans Meisel           |
|    | Germania (bandiera)  | A     | Karl-Heinz Rummenigge |
|    | Germania (bandiera)  | A     | Michael Rummenigge    |

## Organigramma societario
Area direttiva
- Presidente:  Willi O. Hoffmann

Area tecnica
- Allenatore: Udo Lattek
- Allenatore in seconda: Reinhard Saftig
- Preparatore dei portieri:
- Preparatori atletici:

## Calciomercato

### Sessione estiva
| Acquisti | Acquisti      | Acquisti     | Acquisti |
| R.       | Nome          | da           | Modalità |
| -------- | ------------- | ------------ | -------- |
| C        | Søren Lerby   | Ajax         |          |
| D        | Reiner Maurer | Unterhaching |          |
| A        | Hans Meisel   | Friburgo     |          |

| Cessioni | Cessioni         | Cessioni | Cessioni |
| R.       | Nome             | a        | Modalità |
| -------- | ---------------- | -------- | -------- |
| C        | Peter Grünberger | Bochum   |          |
| C        | Günter Güttler   | Malines  |          |
| D        | Udo Horsmann     | Rennes   |          |
| C        | Stefan Schehl    | Homburg  |          |

### Sessione invernale
| Acquisti | Acquisti | Acquisti | Acquisti |
| R.       | Nome     | da       | Modalità |
| -------- | -------- | -------- | -------- |

| Cessioni | Cessioni | Cessioni | Cessioni |
| R.       | Nome     | a        | Modalità |
| -------- | -------- | -------- | -------- |

## Risultati

### Bundesliga

#### Girone di andata
| Arbitro: | Wiesel |

|                                |           |          |
| Pflügler 59’ Posner 74’ (aut.) | Marcatori | 70’ Waas |

| Arbitro: | Barnick |

|           |           |                                      |
| Dronia 9’ | Marcatori | 7’ Del'Haye 34’ Grobe 89’ Rummenigge |

| Arbitro: | Niebergall |

|           |           |            |
| Grobe 52’ | Marcatori | 21’ Wenzel |

| Arbitro: | Risse |

|                              |           |                                       |
| Sandner 43’ Michelberger 53’ | Marcatori | 22’ Pflügler 37’ Rummenigge 55’ Grobe |

| Monaco di Baviera 3 settembre 1983, ore 15:30 CEST 5ª giornata | Bayern Monaco | 0 – 0 referto | Werder Brema | Stadio Olimpico (32 000 spett.)\| Arbitro: \| Ahlenfelder \| |
| Arbitro:                                                       | Ahlenfelder   |               |              |                                                              |

| Arbitro: | Pauly |

|         |           |                         |
| Lux 60’ | Marcatori | 6’ Rummenigge 55’ Grobe |

| Arbitro: | Wuttke |

|                                                                         |           |  |
| Dremmler 6’ Del'Haye 10’ Rummenigge 58’ Rummenigge 69’, 80’, 88’ (rig.) | Marcatori |  |

| Arbitro: | Roth |

|                           |           |                |
| Schulz 8’, 75’ Oswald 57’ | Marcatori | 90’ Rummenigge |

| Arbitro: | Neuner |

|                                                |           |  |
| Lerby 34’ Rummenigge 40’, 83’ (rig.) Kraus 73’ | Marcatori |  |

| Arbitro: | Heitmann |

|                            |           |  |
| Steiner 49’ Littbarski 76’ | Marcatori |  |

| Arbitro: | Tritschler |

|            |           |  |
| Kelsch 56’ | Marcatori |  |

| Arbitro: | Wippker |

|                                                                    |           |                      |
| Reinhardt 17’ (aut.) Augenthaler 65’ Rummenigge 83’ Rummenigge 90’ | Marcatori | 16’, 20’ Burgsmüller |

| Francoforte sul Meno 5 novembre 1983, ore 15:30 CET 13ª giornata | Eintracht Francoforte | 0 – 0 referto | Bayern Monaco | Waldstadion (55 000 spett.)\| Arbitro: \| Uhlig \| |
| Arbitro:                                                         | Uhlig                 |               |               |                                                    |

| Arbitro: | Föckler |

|                |           |  |
| Rummenigge 80’ | Marcatori |  |

| Arbitro: | Pauly |

|  |           |                 |
|  | Marcatori | 60’ Augenthaler |

| Arbitro: | Theobald |

|           |           |  |
| Lerby 52’ | Marcatori |  |

| Arbitro: | Werner |

|               |           |                |
| Loontiens 11’ | Marcatori | 82’ Rummenigge |

#### Girone di ritorno
| Arbitro: | Dellwing |

|          |           |                                                           |
| Vöge 84’ | Marcatori | 26’, 69’ Rummenigge 55’ Grobe 57’ Rummenigge 65’ Pflügler |

| Arbitro: | Osmers |

|                                           |           |                |
| Rummenigge 11’, 26’ Rummenigge 72’ (rig.) | Marcatori | 65’ Rautiainen |

| Arbitro: | Umbach |

|                                                           |           |                |
| Dusend 30’ Thiele 33’ Nachtweih 39’ (aut.) Eðvaldsson 90’ | Marcatori | 73’ Dürnberger |

| Arbitro: | Walz |

|                                                                                                   |           |  |
| Rummenigge 5’, 14’, 36’, 83’ Rummenigge 7’ Nachtweih 45’ Pflügler 48’ Hoeneß 54’ Höfer 71’ (aut.) | Marcatori |  |

| Arbitro: | Assenmacher |

|                                   |           |                               |
| Völler 26’ Sidka 29’ Neubarth 77’ | Marcatori | 50’ Rummenigge 53’ Rummenigge |

| Arbitro: | Wahmann |

|                                               |           |  |
| Rummenigge 14’ Hoeneß 67’, 69’, 75’, 86’, 89’ | Marcatori |  |

| Ludwigshafen am Rhein 10 marzo 1984, ore 15:30 CET 24ª giornata | Waldhof Mannheim | 0 – 0 referto | Bayern Monaco | Südweststadion (44 000 spett.)\| Arbitro: \| Uhlig \| |
| Arbitro:                                                        | Uhlig            |               |               |                                                       |

| Arbitro: | Gabor |

|                                                          |           |              |
| Rummenigge 7’ Pflügler 9’ Hoeneß 14’, 73’ Rummenigge 44’ | Marcatori | 89’ Schreier |

| Arbitro: | Föckler |

|                          |           |  |
| Mill 79’, 88’ Criens 83’ | Marcatori |  |

| Arbitro: | Jaus |

|                                             |           |                          |
| Rummenigge 51’ Nachtweih 72’ Mathy 75’, 85’ | Marcatori | 8’ Engels 27’ Littbarski |

| Arbitro: | Ahlenfelder |

|                       |           |                              |
| Grobe 15’, 49’ (rig.) | Marcatori | 17’ Förster 67’ Sigurvinsson |

| Arbitro: | Wuttke |

|                              |           |                                           |
| Reinhardt 4’ Lieberwirth 10’ | Marcatori | 12’ Pflügler 48’, 84’ Mathy 90’ Nachtweih |

| Arbitro: | Correll |

|                               |           |  |
| Rummenigge 11’, 40’ Mathy 50’ | Marcatori |  |

| Arbitro: | Dellwing |

|                              |           |            |
| Hartwig 21’ Kaltz 32’ (rig.) | Marcatori | 76’ Hoeneß |

| Arbitro: | Heitmann |

|                                                                   |           |                      |
| Rummenigge 2’, 44’ Kraus 64’ (rig.) Lerby 79’ (rig.) Del'Haye 83’ | Marcatori | 32’ Nilsson 33’ Wolf |

| Arbitro: | Niebergall |

|           |           |               |
| Keser 78’ | Marcatori | 55’ Nachtweih |

| Arbitro: | Brückner |

|                                         |           |                           |
| Rummenigge 17’ Mathy 83’ Rummenigge 87’ | Marcatori | 25’ Feilzer 75’ Sackewitz |

### Coppa di Germania
| Arbitro: | Eschweiler |

|  |           |                             |
|  | Marcatori | 3’ Lerby 7’, 18’ Rummenigge |

| Arbitro: | Ermer |

|  |           |                                                           |
|  | Marcatori | 24’ Pflügler 60’, 76’ Kraus 72’ Rummenigge 79’, 85’ Mathy |

| Krefeld 14 gennaio 1984 Ottavi di finale | Bayer Uerdingen | 0 – 0 (d.t.s.) referto | Bayern Monaco | Grotenburg Stadion (15 300 spett.)\| Arbitro: \| Barnick \| |
| Arbitro:                                 | Barnick         |                        |               |                                                             |

| Arbitro: | Horeis |

|              |           |  |
| Pflügler 56’ | Marcatori |  |

| Arbitro: | Huster |

|             |           |                         |
| Tönnies 46’ | Marcatori | 2’ Hoeneß 45’ Nachtweih |

| Arbitro: | Wiesel |

|                                                       |           |                                                               |
| Kruse 13’ Thon 19’, 61’, 120’ Stichler 72’ Dietz 115’ | Marcatori | 3’ Rummenigge 12’ Mathy 20’, 80’ Rummenigge 112’, 118’ Hoeneß |

| Arbitro: | Osmers |

|                                |           |                      |
| Rummenigge 32’, 79’ Hoeneß 44’ | Marcatori | 50’ Jakobs 72’ Opitz |

| Arbitro: | Roth |

|                                                                         |                      |                                                                  |
| Dremmler 82’                                                            | Marcatori            | 33’ Mill                                                         |
| Lerby Nachtweih Grobe Augenthaler Rummenigge Dremmler Martin Rummenigge | Tiri di rigore 7 – 6 | Matthäus Herlovsen Borowka Bruns Hannes Criens Frontzeck Ringels |

### Coppa UEFA
| Arbitro: | Divinyi |

|  |           |           |
|  | Marcatori | 32’ Mathy |

| Arbitro: | Borg |

| |           |  |
| Rummenigge 8’, 30’ Augenthaler 17’, 41’, 80’ Rummenigge 19’ Dremmler 26’ Lerby 34’ Del'Haye 75’ Kraus 79’ | Marcatori |  |

| Salonicco 19 ottobre 1983 Secondo turno | PAOK      | 0 – 0 referto | Bayern Monaco | Stadio Toumbas (33 500 spett.)\| Arbitro: \| Menicucci \| |
| Arbitro:                                | Menicucci |               |               |                                                           |

| Arbitro: | Robinson |

|                                                                                        |                      | |
| Augenthaler Hoeneß Kraus Nachtweih Lerby Del'Haye Dürnberger Rummenigge Pflügler Pfaff | Tiri di rigore 9 – 8 | Kōstikos Dimopoulos Skartados Vasilakos Damanakīs Alavantas Alexandridis Psarras Baniotis Malioufas |

| Arbitro: | Keizer |

|                |           |  |
| Rummenigge 86’ | Marcatori |  |

| Arbitro: | Delmer |

|                         |           |  |
| Archibald 53’ Falco 88’ | Marcatori |  |

## Statistiche

### Statistiche di squadra
| Competizione      | Punti | In casa | In casa | In casa | In casa | In casa | In casa | In trasferta | In trasferta | In trasferta | In trasferta | In trasferta | In trasferta | Totale | Totale | Totale | Totale | Totale | Totale | DR  |
| Competizione      | Punti | G       | V       | N       | P       | Gf      | Gs      | G            | V            | N            | P            | Gf           | Gs           | G      | V      | N      | P      | Gf     | Gs     | DR  |
| ----------------- | ----- | ------- | ------- | ------- | ------- | ------- | ------- | ------------ | ------------ | ------------ | ------------ | ------------ | ------------ | ------ | ------ | ------ | ------ | ------ | ------ | --- |
| Bundesliga        | 47    | 17      | 14      | 3       | 0       | 59      | 14      | 17           | 6            | 4            | 7            | 25           | 27           | 34     | 20     | 7      | 7      | 84     | 41     | +43 |
| Coppa di Germania | -     | 3       | 2       | 1       | 0       | 5       | 3       | 5            | 3            | 2            | 0            | 17           | 7            | 8      | 5      | 3      | 0      | 22     | 10     | +12 |
| Coppa UEFA        | -     | 3       | 2       | 1       | 0       | 11      | 0       | 3            | 1            | 1            | 1            | 1            | 2            | 6      | 3      | 2      | 1      | 12     | 2      | +10 |
| Totale            | 47    | 23      | 18      | 5       | 0       | 75      | 17      | 25           | 10           | 7            | 8            | 43           | 36           | 48     | 28     | 12     | 8      | 118    | 53     | +65 |

### Andamento in campionato
| Giornata  | 1 | 2 | 3 | 4 | 5 | 6 | 7 | 8 | 9 | 10 | 11 | 12 | 13 | 14 | 15 | 16 | 17 | 18 | 19 | 20 | 21 | 22 | 23 | 24 | 25 | 26 | 27 | 28 | 29 | 30 | 31 | 32 | 33 | 34 |
| --------- | - | - | - | - | - | - | - | - | - | -- | -- | -- | -- | -- | -- | -- | -- | -- | -- | -- | -- | -- | -- | -- | -- | -- | -- | -- | -- | -- | -- | -- | -- | -- |
| Luogo     | C | T | C | T | C | T | C | T | C | T  | T  | C  | T  | C  | T  | C  | T  | T  | C  | T  | C  | T  | C  | T  | C  | T  | C  | C  | T  | C  | T  | C  | T  | C  |
| Risultato | V | V | N | V | N | V | V | P | V | P  | P  | V  | N  | V  | V  | V  | N  | V  | V  | P  | V  | P  | V  | N  | V  | P  | V  | N  | V  | V  | P  | V  | N  | V  |
| Posizione | 6 | 2 | 2 | 2 | 2 | 1 | 1 | 1 | 1 | 2  | 3  | 2  | 5  | 3  | 2  | 2  | 2  | 1  | 1  | 2  | 1  | 3  | 2  | 3  | 2  | 4  | 3  | 3  | 2  | 2  | 3  | 3  | 4  | 4  |

Legenda:

Luogo: C = Casa; T = Trasferta. Risultato: V = Vittoria; N = Pareggio; P = Sconfitta.

### Statistiche dei giocatori
| Giocatore      | Bundesliga | Bundesliga | Bundesliga  | Bundesliga | Coppa di Germania | Coppa di Germania | Coppa di Germania | Coppa di Germania | Coppa UEFA | Coppa UEFA | Coppa UEFA  | Coppa UEFA | Totale   | Totale | Totale      | Totale     |
| Giocatore      | Presenze   | Reti       | Ammonizioni | Espulsioni | Presenze          | Reti              | Ammonizioni       | Espulsioni        | Presenze   | Reti       | Ammonizioni | Espulsioni | Presenze | Reti   | Ammonizioni | Espulsioni |
| -------------- | ---------- | ---------- | ----------- | ---------- | ----------------- | ----------------- | ----------------- | ----------------- | ---------- | ---------- | ----------- | ---------- | -------- | ------ | ----------- | ---------- |
| K. Augenthaler | 31         | 2          | 8           | 0          | 8                 | 0                 | 1                 | 0                 | 6          | 3          | 0           | 0          | 45       | 5      | 9           | 0          |
| R. Aumann      | 0          | 0          | 0           | 0          | 0                 | 0                 | 0                 | 0                 | 0          | 0          | 0           | 0          | 0        | 0      | 0           | 0          |
| B. Beierlorzer | 23         | 0          | 3           | 0          | 7                 | 0                 | 0                 | 0                 | 3          | 0          | 0           | 0          | 33       | 0      | 3           | 0          |
| K. Del'Haye    | 22         | 3          | 1           | 0          | 3                 | 0                 | 0                 | 0                 | 4          | 1          | 0           | 0          | 29       | 4      | 1           | 0          |
| S. Dinauer     | 0          | 0          | 0           | 0          | 0                 | 0                 | 0                 | 0                 | 0          | 0          | 0           | 0          | 0        | 0      | 0           | 0          |
| H. Dorfner     | 0          | 0          | 0           | 0          | 0                 | 0                 | 0                 | 0                 | 0          | 0          | 0           | 0          | 0        | 0      | 0           | 0          |
| W. Dremmler    | 22         | 1          | 1           | 0          | 6                 | 1                 | 0                 | 0                 | 5          | 1          | 0           | 0          | 33       | 3      | 1           | 0          |
| B. Dürnberger  | 33         | 1          | 4           | 0          | 6                 | 0                 | 1                 | 0                 | 6          | 0          | 0           | 0          | 45       | 1      | 5           | 0          |
| W. Grobe       | 21         | 7          | 1           | 0          | 6                 | 0                 | 2                 | 0                 | 2          | 0          | 0           | 0          | 29       | 7      | 3           | 0          |
| D. Hoeneß      | 21         | 9          | 1           | 0          | 5                 | 4                 | 0                 | 0                 | 3          | 0          | 0           | 0          | 29       | 13     | 1           | 0          |
| W. Kraus       | 27         | 2          | 2           | 0          | 7                 | 2                 | 1                 | 0                 | 6          | 1          | 0           | 0          | 40       | 5      | 3           | 0          |
| S. Lerby       | 30         | 3          | 6           | 0          | 6                 | 1                 | 2                 | 0                 | 6          | 1          | 0           | 0          | 42       | 5      | 8           | 0          |
| B. Martin      | 5          | 0          | 1           | 0          | 3                 | 0                 | 0                 | 0                 | 0          | 0          | 0           | 0          | 8        | 0      | 1           | 0          |
| R. Mathy       | 22         | 6          | 0           | 0          | 5                 | 3                 | 2                 | 0                 | 4          | 1          | 0           | 0          | 31       | 10     | 2           | 0          |
| R. Maurer      | 7          | 0          | 1           | 0          | 1                 | 0                 | 0                 | 0                 | 2          | 0          | 0           | 0          | 10       | 0      | 1           | 0          |
| H. Meisel      | 3          | 0          | 0           | 0          | 2                 | 0                 | 0                 | 0                 | 2          | 0          | 0           | 0          | 7        | 0      | 0           | 0          |
| M. Müller      | 2          | 0          | 0           | 0          | 0                 | 0                 | 0                 | 0                 | 2          | 0          | 0           | 0          | 4        | 0      | 0           | 0          |
| N. Nachtweih   | 30         | 4          | 1           | 0          | 8                 | 1                 | 0                 | 0                 | 2          | 0          | 0           | 0          | 40       | 5      | 1           | 0          |
| J. Pfaff       | 32         | 0          | 0           | 0          | 8                 | 0                 | 0                 | 0                 | 4          | 0          | 0           | 0          | 44       | 0      | 0           | 0          |
| H. Pflügler    | 30         | 6          | 6           | 0          | 6                 | 2                 | 0                 | 0                 | 5          | 0          | 0           | 0          | 41       | 8      | 6           | 0          |
| K. Rummenigge  | 29         | 26         | 3           | 0          | 7                 | 4                 | 2                 | 0                 | 6          | 2          | 0           | 0          | 42       | 32     | 5           | 0          |
| M. Rummenigge  | 33         | 11         | 4           | 0          | 6                 | 4                 | 1                 | 0                 | 5          | 2          | 0           | 0          | 44       | 17     | 5           | 0          |